# Học khu Thống nhất San Francisco

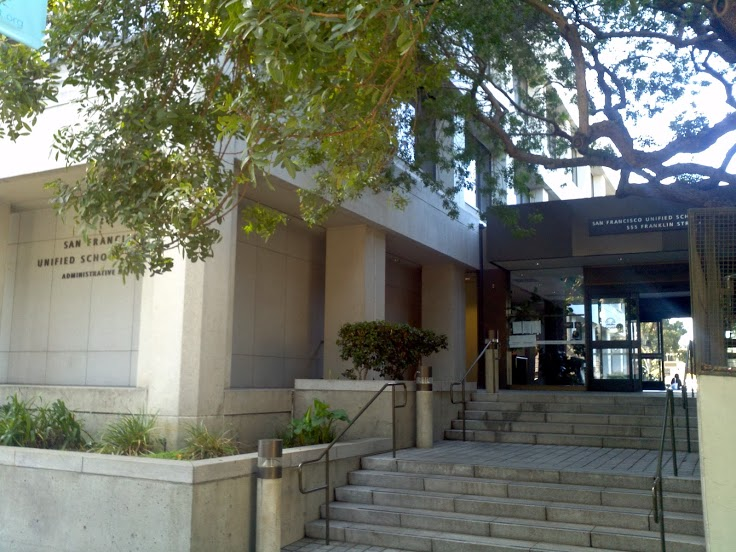
Headquarters

Học khu Thống nhất San Francisco (tiếng Anh: San Francisco Unified School District) là một học khu thành lập năm 1851, là học khu công cộng duy nhất trong thành phố và quận San Francisco, và là học khu đầu tiên ở tiểu bang California. Dưới sự quản lý của Hội đồng giáo dục San Francisco, học khu phục vụ hơn 55.500 học sinh trong hơn 160 cơ sở.
FUSD sử dụng một hệ thống lựa chọn trường học siêu khu và yêu cầu học sinh và phụ huynh nộp một đơn lựa chọn. Hàng năm vào mùa thu, SFUSD tổ chức tuyển sinh Trường Công Fair để cung cấp cho gia đình truy cập vào thông tin về tất cả các trường học trong huyện. Đối với tuyển sinh trong năm học 2012-2013, Hội chợ tuyển sinh sẽ diễn ra vào ngày 5 tháng 11 năm 2011. Calfee School Guide là chương trình giảng dạy phi lợi nhuận dựa trên học bạ đầu tiên trong nước làm việc với học sinh trường công trung để giúp họ lựa chọn và áp dụng cho sức lôi cuốn, công chúng và công chúng, điều lệ trường trung học.
Trong sáu năm liên tiếp, SFUSD đã thi có kết quả tốt hơn bảy khu học chánh lớn nhất California thử nghiệm trên các Tiêu chuẩn California (CST). Xếp hạng quốc gia của Newsweek về "Trường trung học tốt nhất Hoa Kỳ" đã bầu chọn 7 trường trung học SFUSD trong nhóm 5% hàng đầu Mỹ năm 2007. Năm 2005, hai trường SFUSD đã được công nhận bởi Chính phủ liên bang là No Child Left Behind Blue-Ribbon Schools.